# Cricetinae
Los cricetinos (Cricetinae) son una subfamilia de roedores, conocidos comúnmente como hámsteres (un germanismo). Se han identificado diecinueve especies actuales, agrupadas en siete géneros. La mayoría son originarias de Oriente Medio y del sureste de los Estados Unidos. Todas las especies se caracterizan por las bolsas expansibles, llamadas abazones, ubicadas en el interior de la boca y que van desde las mejillas hasta los hombros. Al ser muy fáciles de criar en cautiverio, son ampliamente usados como animales de laboratorio o como mascotas.

## Especies actuales

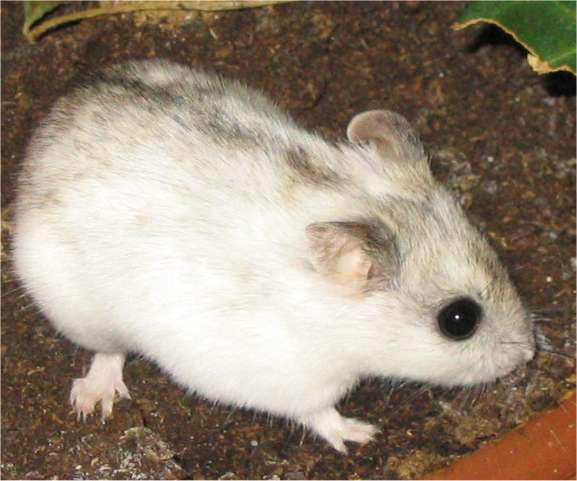
Un hámster chino (Cricetulus barabensis).

Los taxonomistas generalmente no están de acuerdo sobre la ubicación más apropiada de la subfamilia Cricetinae dentro de la superfamilia Muroidea. Algunos lo ubican en una familia Cricetidae que también incluye campañoles, leminos y ratas y ratones del Nuevo Mundo; otros agrupan todos estos en una gran familia llamada Muridae. Su historia evolutiva está registrada por quince géneros fósiles extintos y se remonta a 11,2 millones a 16,4 millones de años hasta la época del Mioceno Medio en Europa y África del Norte; en Asia se extiende de 6 a 11 millones de años. Cuatro de los siete géneros vivos incluyen especies extintas. Un hámster extinto de Cricetus, por ejemplo, vivió en el norte de África durante el Mioceno medio, pero el único miembro existente de ese género es el hámster europeo o común de Eurasia.
- Género: Allocricetulus

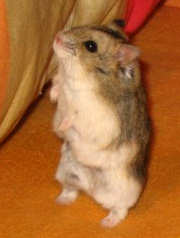
Un hámster enano de Campbell (Phodopus campbelli).

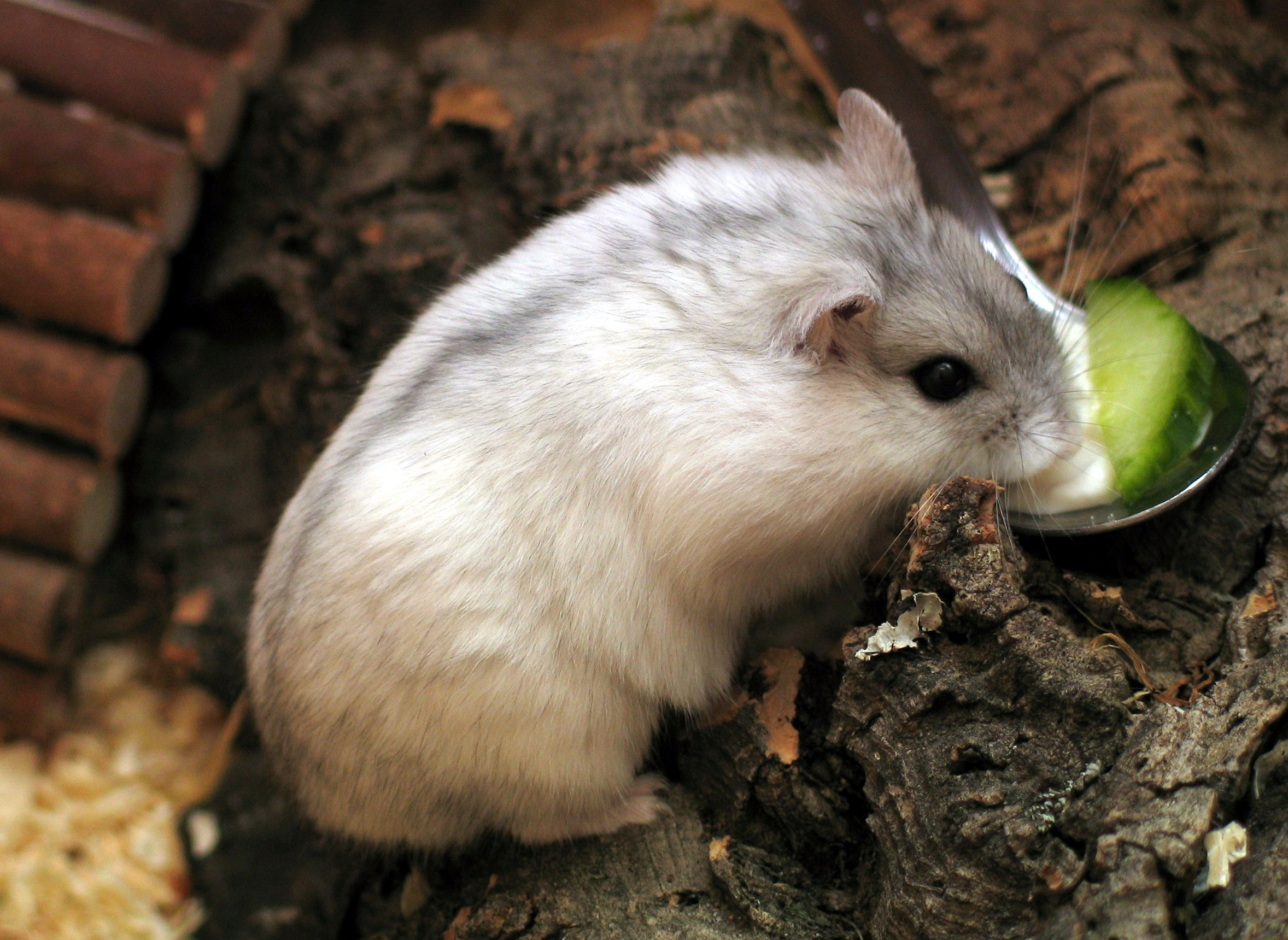
Hámster invernal enano (Phodopus sungorus).

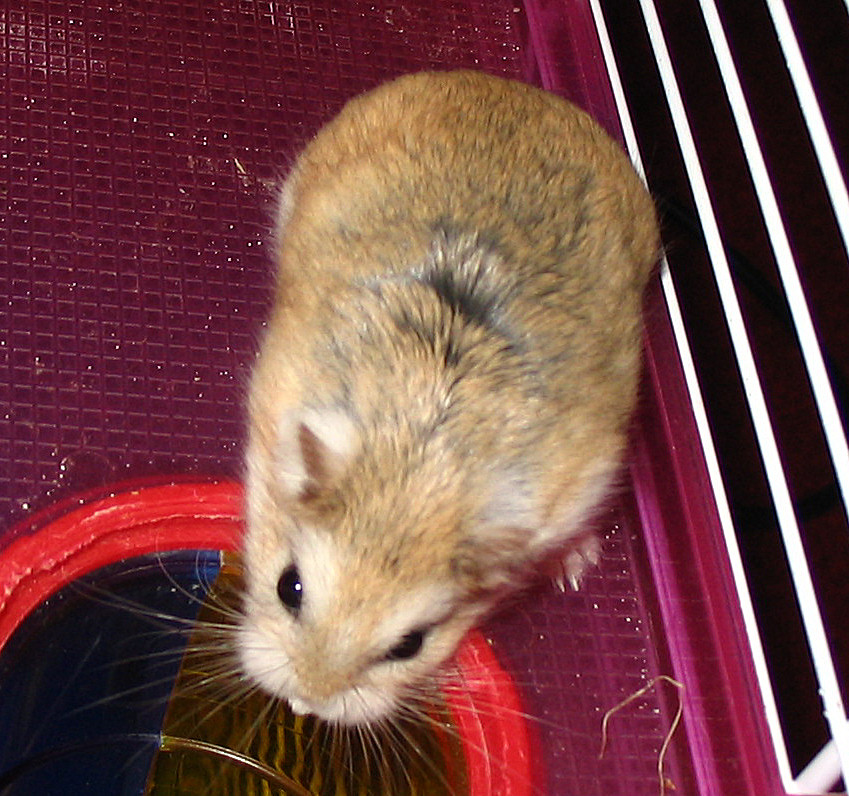
Un hámster Roborovski (Phodopus roborovskii).

  - Allocricetulus curtatus (Allen, 1925) - Hámster mongol
  - Allocricetulus eversmanni (Brandt, 1859) - Hámster enano de Eversmann
- Género: Cansumys
  - Cansumys canus (Allen, 1928) - Hámster de Gansu
- Género: Cricetus
  - Cricetus cricetus (Linnaeus, 1758) - Hámster vulgar, es el de mayor tamaño, mide entre 20 y 35 cm de largo, con una cola que oscila entre 2 y 5 cm de longitud, siendo ocasionalmente una plaga en los valles europeos en la antigüedad,[4] en los que aún se halla en estado salvaje.
- Género: Cricetulus
  - Cricetulus alticola (Thomas, 1917) - Hámster enano tibetano
  - Cricetulus barabensis (Pallas, 1773) - Hámster chino rayado, el único hámster con una cola prensil, que suele medir unos 4 cm (la mayoría de los hámsteres tienen colas muy cortas y no prensiles). El tamaño y su aspecto general más similar al de un ratón hacen que su pertenencia real o no al género Phodopus esté sujeta a debate.
  - Cricetulus griseus (Milne-Edwards, 1867) - Hámster chino
  - Cricetulus kamensis (Satunin, 1903) - Hámster enano de Kam
  - Cricetulus longicaudatus (Milne-Edwards, 1867) - Hámster enano de cola larga
  - Cricetulus migratorius (Pallas, 1773) - Hámster migratorio
  - Cricetulus sokolovi (Orlov & Malygin, 1988) - Hámster enano de Socolov
- Género: Mesocricetus
  - Mesocricetus auratus (Waterhouse, 1839) - Hámster dorado o sirio, puede medir cerca de 15 cm, es originario de Siria. Su pelaje más habitual es de un tono marrón claro, aunque a veces son de pelaje amarillo claro, pero en las tiendas de animales puede recibir nombres muy diversos según su coloración. Existen algunas variedades de la especie con distintos rasgos, como un pelo más largo, que puede llegar a varios cm y suele requerir cuidados especiales. Los hámsteres dorados son muy territoriales, y suelen pelearse hasta la muerte si se mantienen en una misma jaula con otros miembros de su especie.
  - Mesocricetus brandti (Nehring, 1839) - Hámster turco
  - Mesocricetus newtoni (Nehring, 1898) - Hámster rumano
  - Mesocricetus raddei (Nehring, 1894) - Hámster dorado del Cáucaso
- Género: Phodopus
  - Phodopus campbelli (Thomas, 1905) -  Hámster enano de Campbell.
  - Phodopus roborovskii (Satunin, 1903) -  Hámster enano Roborovski (o del desierto), de tan solo 4 o 5 cm y extremadamente hiperactivo. Su pelaje es de color café.
  - Phodopus sungorus (Pallas, 1773) - Hámster enano ruso, blanco, invernal o hámster de Zungaria. Se suele confundir con el hámster enano de Campbell, de aspecto similar aunque ligeramente más pequeño; ambos tienen la mitad del tamaño del hámster dorado. El hámster invernal recibe su nombre a causa de los cambios de color de su pelaje: normalmente de un tono grisáceo durante el invierno, cuando la luz solar se reduce a ocho horas diarias o menos, el hámster invernal cambia el color de su pelaje a un tono blanco casi uniforme.
- Género: Tscherskia
  - Tscherskia triton (De Winton, 1899) - Hámster grande de cola larga

## Etimología
El nombre "hámster" es una palabra prestada del alemán, que a su vez se deriva del anterior hamastra del alto alemán medio. Posiblemente esté relacionado con el antiguo eslavo eclesiástico khomestoru, que es una mezcla de la raíz del ruso хомяк (khomyak) "hámster" y una palabra báltica (lituano staras "hámster") o de origen persa (avéstico hamaēstar "opresor"). El sustantivo colectivo para un grupo de hámsteres es horda.

## Características generales

Comparativa de tamaños de las principales especies de hámster usadas como mascotas.

- Esperanza de vida: de año y medio a tres años. Existen ligeras variaciones según la especie pero, por lo general, su esperanza de vida no pasa de los cuatro años. Aun así, se han conocido ejemplares que han llegado a cumplir hasta siete años. Influyen en gran medida factores como la alimentación o el entorno en el que viven, además de estar pendientes de ellos y detectar cualquier enfermedad a tiempo. Generalmente, cuanto más pequeña es la especie, menor es su longevidad.[9][10]
- Peso adulto: 30-40 g en rusos; 100-180 g el hámster dorado.
- Longitud: 8-10 cm rusos; 15-18 cm hámster dorado.
- Madurez sexual: dos meses y medio.
- Entra en etapa de celo: (después de los dos meses) cada cuatro días.
- Tiempo de gestación: entre dieciocho y veintiún días los rusos y de quince a diecisiete días los hámsteres dorados.
- Crías por parto: promedio de siete a ocho. Se han conocido casos de diecinueve crías.[cita requerida]
- Edad del destete: entre tres y cuatro semanas.

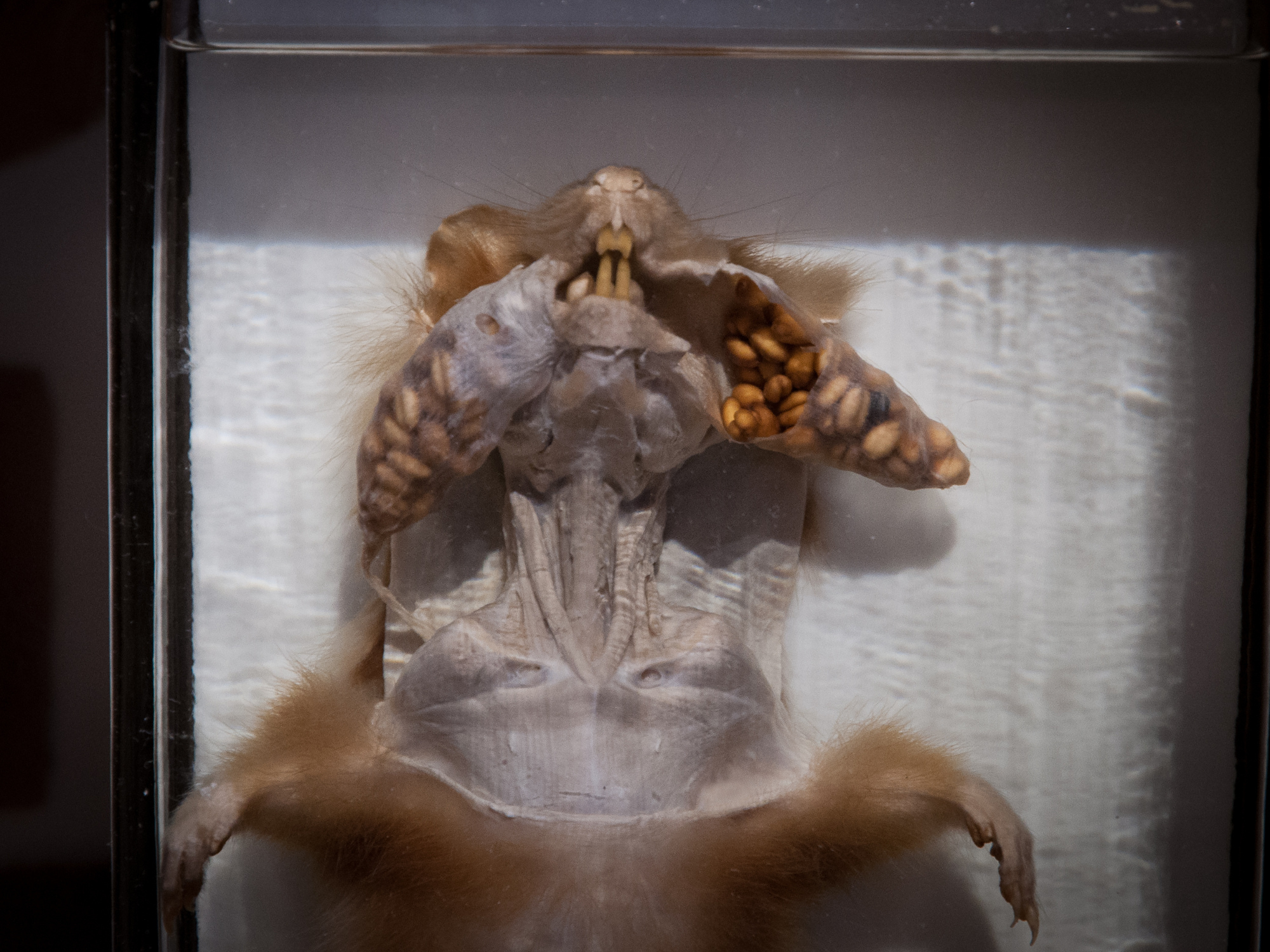
Abazones (bolsas de las mejillas)

## Comportamiento

### Alimentación
Una característica de comportamiento de los hámsteres es la acumulación de comida. Llevan comida en sus amplias mejillas a sus cámaras de almacenamiento subterráneas. Cuando están llenas, las mejillas pueden hacer que sus cabezas se dupliquen o incluso tripliquen su tamaño. Los hámsteres pierden peso durante los meses de otoño en previsión del invierno. Esto ocurre incluso cuando los hámsteres se mantienen como mascotas y está relacionado con un aumento en el ejercicio.

### Comportamiento social
La mayoría de los hámsteres son estrictamente solitarios. Si se alojan juntos, pueden producirse estrés agudo y crónico, y pueden luchar ferozmente, a veces hasta la muerte. Las especies de hámsteres enanos pueden tolerar hermanos o hámsteres no emparentados del mismo sexo si se introducen a una edad lo suficientemente temprana, pero esto no se puede garantizar. Los hámsteres se comunican a través del lenguaje corporal entre sí e incluso con su dueño. Se comunican enviando un olor específico usando sus glándulas odoríferas y también muestran el lenguaje corporal para expresar cómo se sienten.

### Cronobiología
Los hámsteres pueden describirse como nocturnos o crepusculares (activos principalmente al amanecer y al atardecer). Khunen escribe, "Los hámsteres son roedores nocturnos que están activos durante la noche ...", pero otros han escrito que debido a que los hámsteres viven bajo tierra durante la mayor parte del día, solo salen de sus madrigueras durante aproximadamente una hora antes de la puesta del sol y luego regresan. cuando oscurece, su comportamiento es principalmente crepuscular. Fritzsche indicó que aunque se ha observado que algunas especies muestran más actividad nocturna que otras, todas son principalmente crepusculares.
En la naturaleza, los hámsteres sirios pueden hibernar y permitir que la temperatura de su cuerpo caiga cerca de la temperatura ambiente. Este tipo de termorregulación disminuye la tasa metabólica a aproximadamente un 5% y ayuda al animal a reducir considerablemente la necesidad de alimento durante el invierno. La hibernación puede durar hasta una semana, pero con más frecuencia dura de dos a tres días. Cuando se mantiene como mascota doméstica, el hámster sirio no hiberna.

### Comportamiento de excavación
Todos los hámsteres son excelentes excavadores, construyen madrigueras con una o más entradas, con galerías conectadas a cámaras para anidar, almacenar alimentos y otras actividades. Utilizan sus patas delanteras y traseras, así como el hocico y los dientes, para cavar. En la naturaleza, la madriguera amortigua las temperaturas ambientales extremas, ofrece condiciones climáticas relativamente estables y protege contra los depredadores. Los hámsteres sirios cavan sus madrigueras generalmente a una profundidad de 0,7 m. Una madriguera incluye un tubo de entrada empinado (4-5 cm de diámetro), un nido y una cámara de acumulación y una rama ciega para orinar. Los hámsteres de laboratorio no han perdido su capacidad para cavar madrigueras; de hecho, lo harán con gran vigor y habilidad si se les proporciona el sustrato adecuado.
Los hámsteres salvajes también se apropiarán de túneles hechos por otros mamíferos; el hámster Djungarian, por ejemplo, utiliza caminos y madrigueras de pikas.

## Reproducción

### Fertilidad
Los hámsteres se vuelven fértiles a diferentes edades dependiendo de su especie. Tanto los hámsteres sirios como los rusos maduran rápidamente y pueden comenzar a reproducirse a una edad temprana (4-5 semanas), mientras que los hámsteres chinos generalmente comienzan a reproducirse a los dos o tres meses de edad y los hámster enano Roborovski a los tres o cuatro meses de edad. La vida reproductiva de la hembra dura unos dieciocho meses, pero los hámsteres machos permanecen fértiles mucho más tiempo. Las hembras están en celo aproximadamente cada cuatro días, lo que se indica por un enrojecimiento de las áreas genitales, un olor almizclado y una vocalización silbante y chirriante que emite si cree que hay un macho cerca.
Cuando se ve desde arriba, un hámster hembra sexualmente maduro tiene una línea de cola recortada; La línea de la cola de un macho sobresale a ambos lados. Es posible que esto no sea muy visible en todas las especies. Los hámsteres machos suelen tener testículos muy grandes en relación con el tamaño de su cuerpo. Antes de que ocurra la madurez sexual, es más difícil determinar el sexo de un hámster joven. Cuando se examinan, las hembras de hámster tienen sus orificios anal y genital muy juntos, mientras que los machos tienen estos dos orificios más separados (el pene generalmente se retrae en el pelaje y, por lo tanto, aparece como un orificio o una espinilla rosada).

### Gestación y fecundidad
Los hámsteres sirios son criadores estacionales y producirán varias camadas al año con varias crías en cada camada. La temporada de reproducción es de abril a octubre en el hemisferio norte, con dos a cinco camadas de una a trece crías naciendo después de un período de gestación de dieciséis a veintitrés días. Los hámsteres enanos se reproducen durante todo el año. La gestación dura de dieciséis a dieciocho días para los hámsteres sirios, de dieciocho a veintiún días para los hámsteres rusos, de veintiún a veintitrés días para los hámsteres chinos y de veintitrés a treinta para los hámsteres Roborovski. El tamaño medio de la camada de los hámsteres sirios es de aproximadamente siete crías, pero puede llegar a veinticuatro,[cita requerida] que es el número máximo de crías que puede contener el útero. Los hámsteres enanos de Campbell tienden a tener de cuatro a ocho cachorros en una camada, pero pueden tener hasta trece. Los hámsteres blancos de invierno tienden a tener camadas un poco más pequeñas, al igual que los hámsteres chinos y Roborovski.

### Agresión intersexual y canibalismo
Las hembras de hámster chino y sirio son conocidas por ser agresivas con el macho si se mantienen juntas durante demasiado tiempo después del apareamiento. En algunos casos, los hámsteres machos pueden morir después de ser atacados por la hembra. Si se crían hámsteres, se recomienda la separación de la pareja después del apareamiento, o se atacarán entre sí.
Las hembras de hámster también son particularmente sensibles a las perturbaciones durante el parto, e incluso pueden comerse a sus propias crías si creen que están en peligro, aunque a veces solo llevan las crías en sus mejillas. Si las hembras de hámster cautivas se dejan durante períodos prolongados (tres semanas o más) con su camada, pueden canibalizar la camada, por lo que la camada debe retirarse para cuando las crías puedan alimentarse y beber de forma independiente.

### Destete
Los hámsteres nacen ciegos y sin pelo en un nido que la madre habrá preparado de antemano. Después de una semana, comienzan a explorar fuera del nido. Los hámsteres son capaces de producir camadas todos los meses. Los hámsteres se pueden criar después de las tres semanas de edad. Puede ser difícil para los bebés no depender de su madre para amamantar durante este tiempo, por lo que es importante que se les suministre alimentos para facilitar la transición de la lactancia a comer solos. Una vez que los hámsteres alcanzan las tres semanas de edad, se consideran maduros.

### Longevidad
Los hámsteres sirios no suelen vivir más de dos o tres años en cautiverio y menos en la naturaleza. Los hámsteres rusos (Campbell's y Djungarian) viven entre dos y cuatro años en cautiverio, y los hámsteres chinos entre dos años y medio y tres. El hámster Roborovski más pequeño suele vivir hasta tres años en cautiverio.

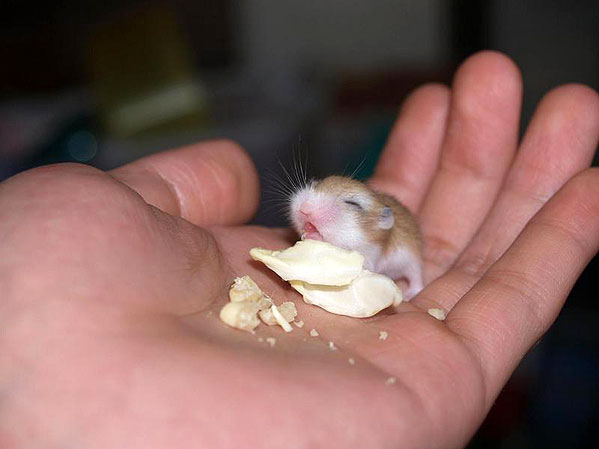
Cría de hámster Roborovski; a los pocos días de nacer ya pueden ingerir alimentos sólidos.

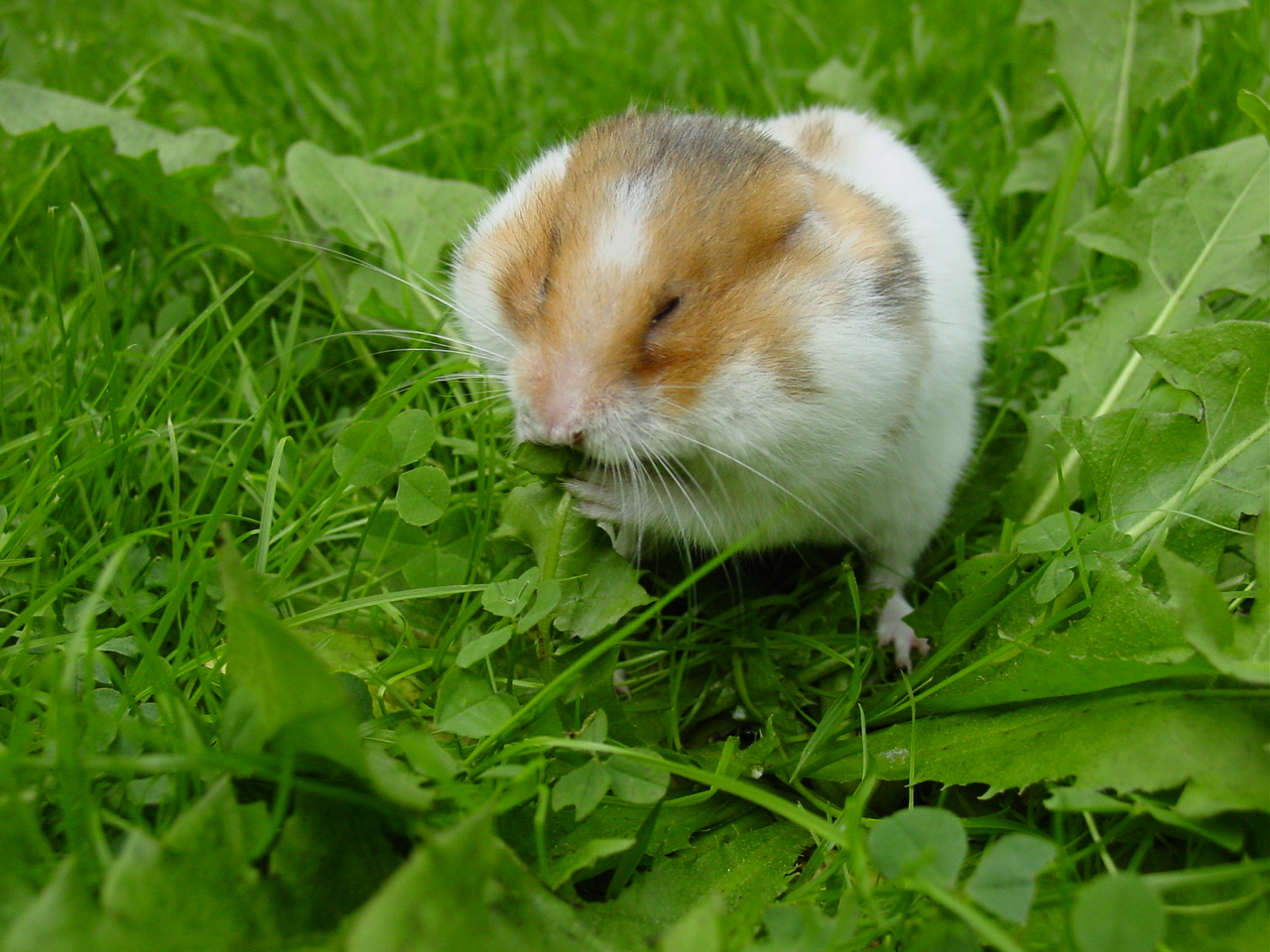
Hámster dorado alimentándose con hojas de diente de león.